# Pulu-Keeling-Nationalpark
Der Pulu-Keeling-Nationalpark ist einer der kleinsten Nationalparks in Australien. Er erstreckt sich über die Insel North Keeling und entlang der Inselküste in einer Entfernung von 1,5 km. Der 2602 ha große Nationalpark im Gebiet der Kokosinseln wurde am 12. Dezember 2005 proklamiert. Er liegt etwa 2950 km nordwestlich von Perth in Western Australia.
Das Atoll ist von einem unregelmäßig durchbrochenen Atollring umsäumt, der sich im Osten mit einer Lagune zum Indischen Ozean öffnet. Ein Tidenhub von etwa 2 m umspült die Riffwände und Korallenbänke. Die Lagune fällt teilweise trocken.
In diesem Atoll leben zahlreiche Tierarten des westlichen Pazifiks, allerdings wird durch Zyklone, Sauerstoffmangel, El Niño und Stachelhäuter das Korallenwachstum stark beeinträchtigt. Da die Insel mit ihrem Nationalpark weit entfernt im Ozean liegt und nie mit dem Festland verbunden war, hat sie besondere internationale ökologische Bedeutung.
Der Nationalpark ist aufgrund seiner Bedeutung nach der Ramsar-Konvention mit der Australian Ramsar site number 46 gelistet.

## Geologie
North Keeling und die Kokosinseln befinden sich auf etwa 5000 Meter hohen untermeerischen Vulkanen, die als Cocos Rise bezeichnet werden. Sie sind Teil eines Bergrückens, der sich bis zur 900 km entfernten Weihnachtsinsel erstreckt. Das Atoll ist mit einem Plateau verbunden, das in einer Meerestiefe von 700 bis 800 Metern liegt.
North Keeling ist eine Koralleninsel, die sich drei bis fünf Meter aus dem Meer erhebt und eine seichte Lagune umgibt.

## Fauna
Im Pulu-Keeling-Nationalpark gibt es aufgrund seiner abgelegenen Lage keine Säugetiere.

### Seevögel
Als Charles Darwin im April 1836 in das Gebiet der Kokosinseln kam, berichtete er von einer großen Anzahl von Seevögeln. Die dortigen Korallenatolle waren die einzigen, die Darwin jemals erforschte.
Im Nationalpark wurden 24 Vogelarten gezählt, darunter sind acht geschützte seltene Arten wie die Keeling-Bindenralle, von der auf der Insel nur noch etwa 750 bis 1.000 Exemplare existieren. 14 der Vogelarten, die auf North Keeling vorgefunden wurden, stehen unter dem Artenschutz Japans, Australiens, Chinas und Südkoreas.
Unter den Seevögeln befindet sich der Rotfußtölpel, von denen etwa 30.000 Brutpaare gezählt wurden. Bindenfregattvogel (Fregata minor) und Arielfregattvogel (Fregata ariel) bilden dort die zweitgrößten Populationen in Australien und im Indischen Ozean. Der 71 bis 80 cm große Rotschnabel-Tropikvogel nistet auf den Bäumen der Insel.

### Schildkröten, Reptilien, Seeschlangen, Insekten
Auf North Keeling legen die Suppenschildkröte (Chelonia mydas) und Echte Karettschildkröte (Eretmochelys imbricata) ihre Eier ab. Die einzige Seeschlangenart, die auf den südlichen Atollen gesichtet wurde, ist die Plättchen-Seeschlange (Pelamis platurus).
Der Jungferngecko (Lepidodactylus lugubris), ein bis zu 10,5 cm großes Reptil, ernährt sich von Insekten und Nektar.
Es gibt ferner Fliegen, Schmetterlinge, Käfer, Ameisen, Schaben, Rüsselkäfer, Zecken, Milben, Skorpione, Termiten, Hundertfüßer und Weichtiere auf der Insel.

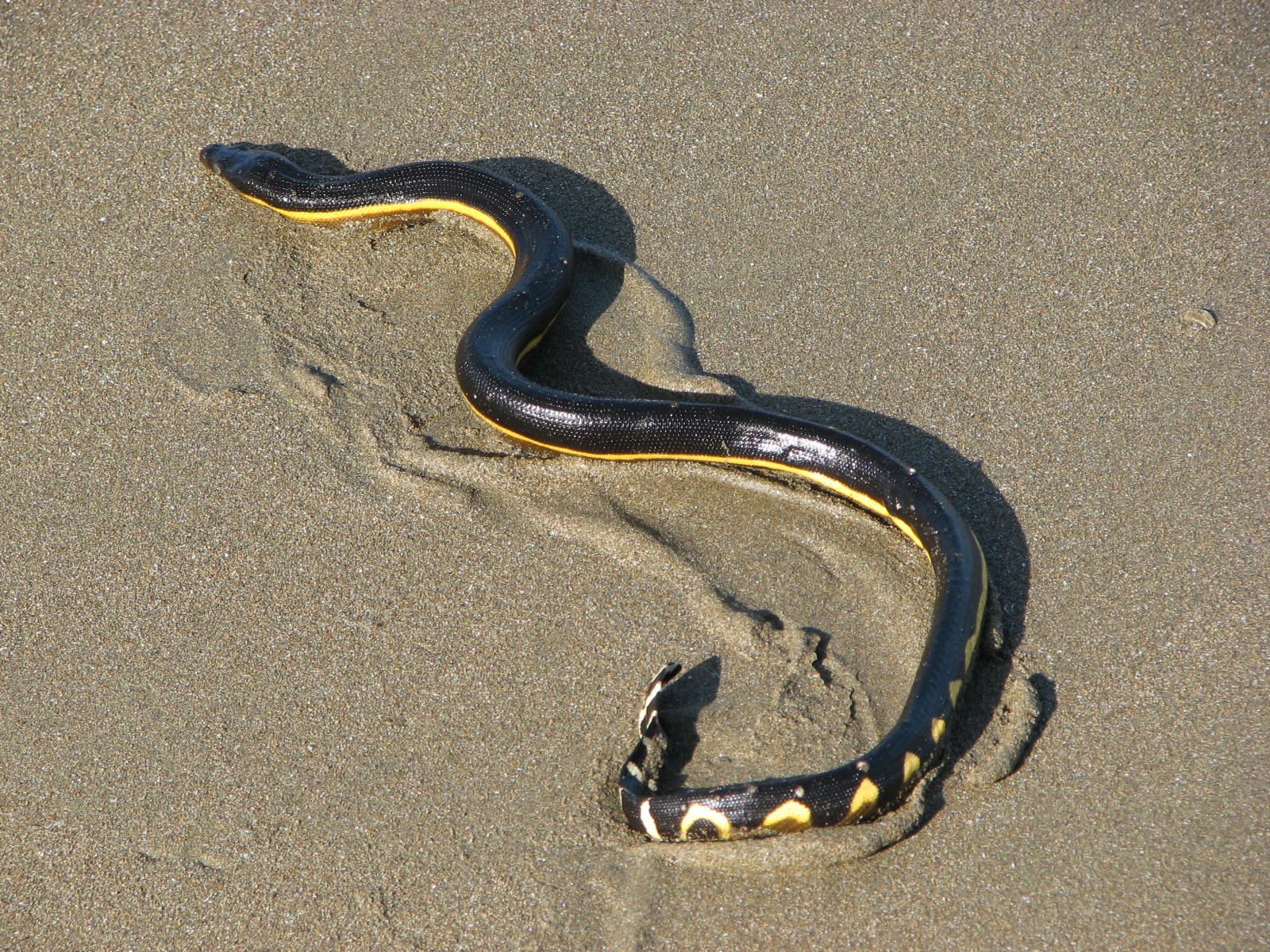
Plättchen-Seeschlange
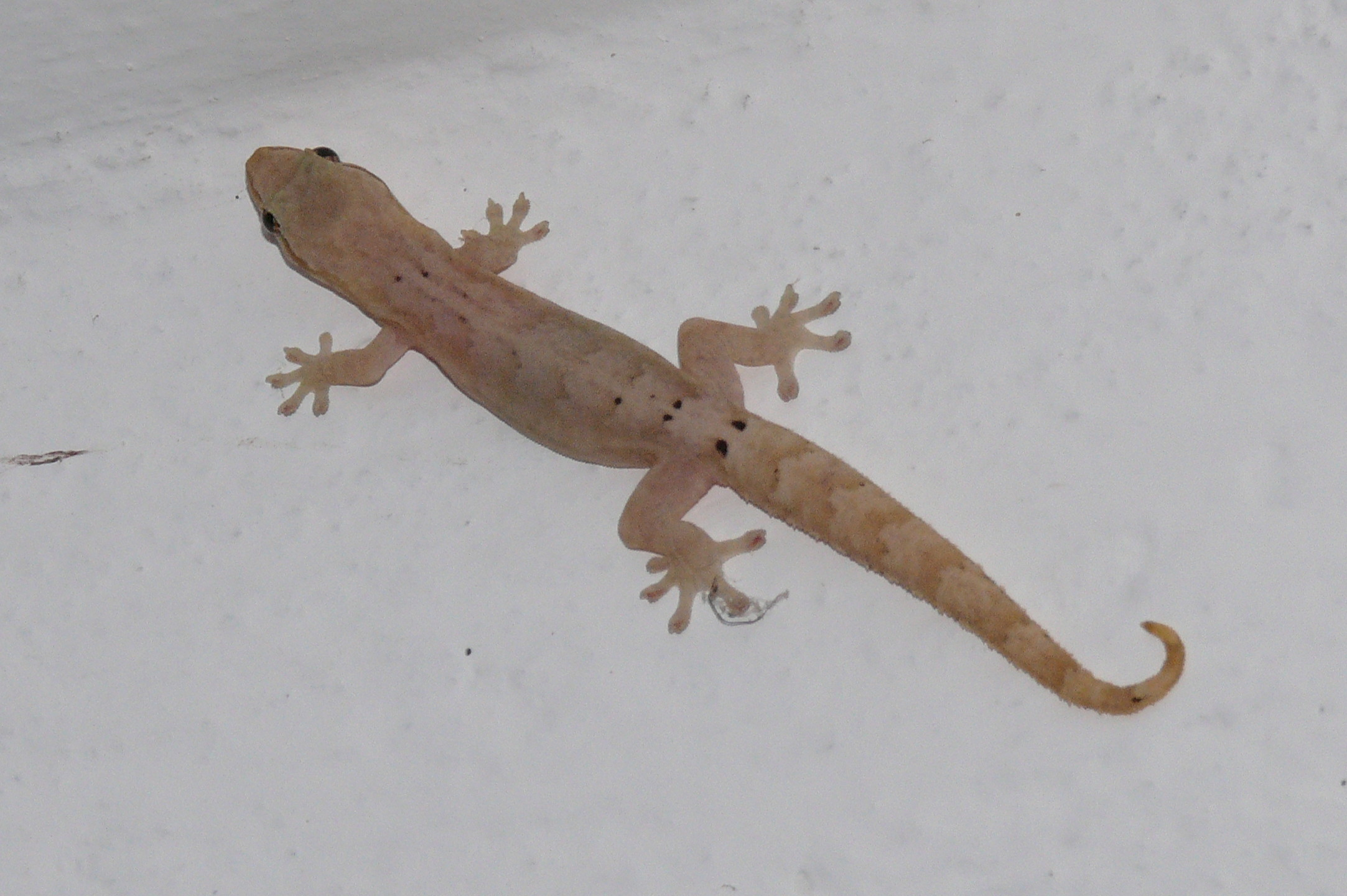
Jungferngecko
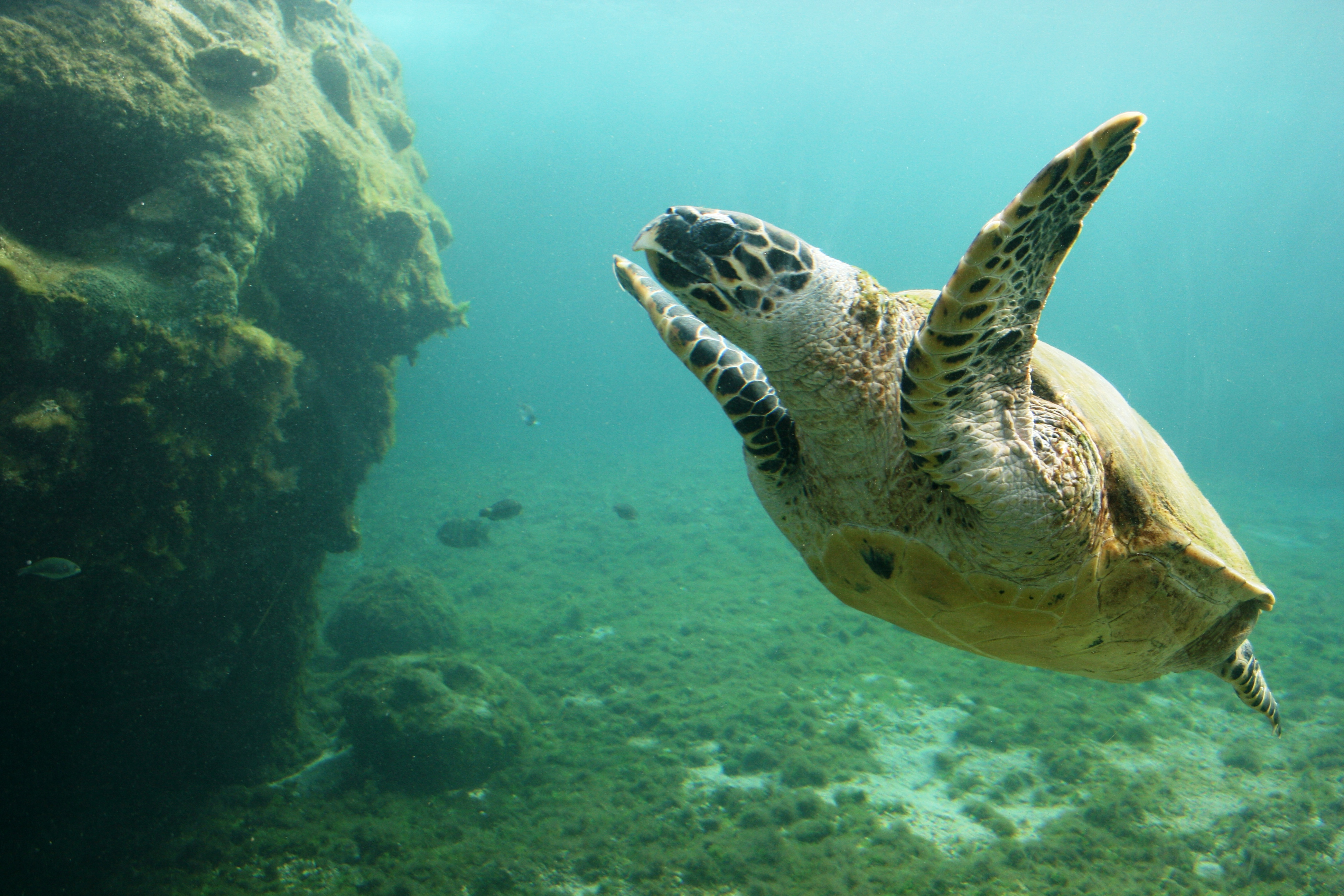
Echte Karettschildkröte

### Korallen, Fische, Weichtiere, Krebse, Stachelhäuter
99 riffbildende Steinkorallen wachsen in dem Seegebiet, davon kommen 12 Arten auch in Western Australia vor und 9 Arten sind nirgendwo sonst im östlichen Indischen Ozean beheimatet, darunter sind vermutlich zwei endemisch.
Es gibt 528 Fischarten im Seegebiet, darunter zwei Arten von Delfinen, den Großen Tümmler (Tursiops truncatus) und Gemeinen Delfin (Delphinus delphis). Ein einzelner Dugong wurde vor längerer Zeit gesichtet; diese Meeressäuger sind allerdings auf den Kokosinseln nicht heimisch.
600 Weichtiere leben im Gebiet der Kokosinseln, 496 Schnecken, 109 Muscheln, eine Käferschnecke und vier Kopffüßer.
Insgesamt gibt es 198 Arten von Krebstieren und Zehnfußkrebsen, darunter das größte Krebstier der Erde, den Palmendieb, der bis zu 1,5 m und 4 kg schwer wird. Ferner sind drei Langustenarten und 13 Rankenfußkrebsarten in 11 Gattungen heimisch.
98 Arten von Stachelhäutern kommen vor, von denen einige im asiatischen Raum als Trepang bzw. Bêche-de-mer verspeist werden.

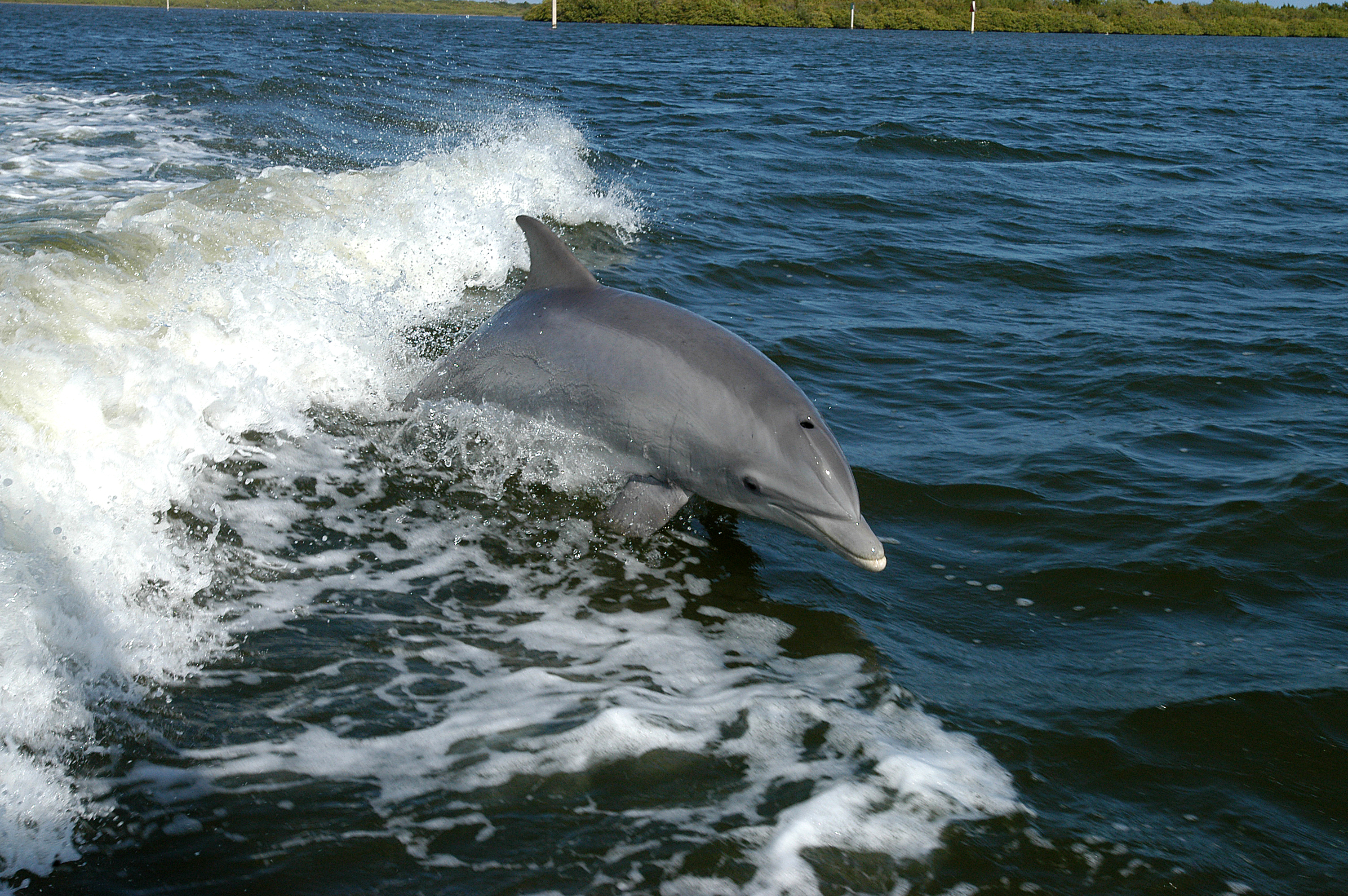
Großer Tümmler
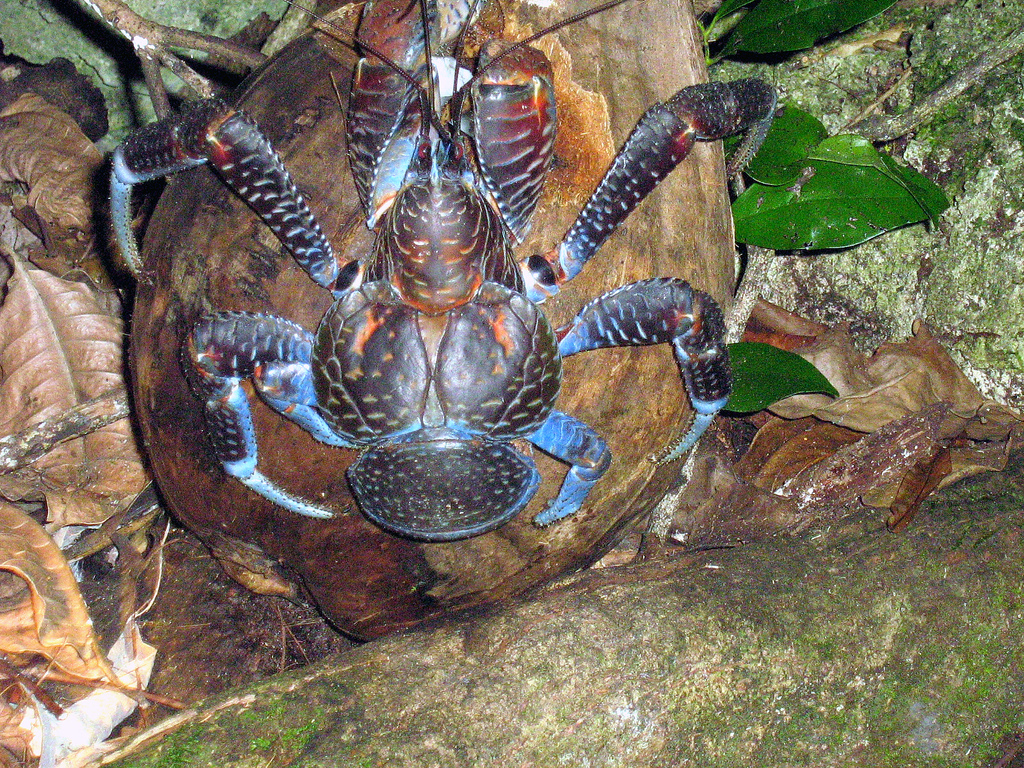
Palmendieb umfasst eine Kokosnuss
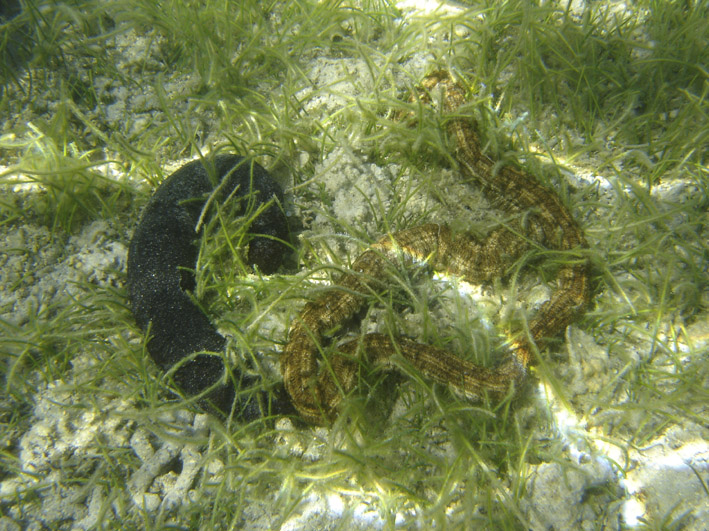
Zwei Seegurken

## Flora
Da North Keeling zu keiner Zeit mit dem Festland verbunden war, konnten Pflanzensamen vor der menschlichen Besiedlung lediglich durch Wind, Wasser oder durch Vögel eingetragen werden.
Die Pflanzen im Park entwickelten sich in einem geologischen Umfeld, das durch Vulkanismus und Korallenwachstum geprägt ist und sich nicht mehr als 5 Meter über den Meeresspiegel erhebt. Es gibt kaum endemische Pflanzen, außer Pandanus tectorius, einer Art aus der Gattung der Schraubenbäume.
61 Arten von Pflanzen wurden auf den Kokosinseln gezählt, davon wurden 32 im Nationalpark gefunden, darunter sind sieben Pflanzenarten, die sich nicht auf den südlich gelegenen Atollen der Kokosinseln befinden.
North Keeling ist in vier Vegetationszonen unterteilt: in die Pisonia- (Pisonia grandis), Kokospalmen- , Samtblatt- (Argusia argentea) und Teepflanzenzone (Pemphis acidula). Letztlich gibt es auch offene, von Gras bewachsene Zonen, wo die Portulak-Keilmelde (Sesuvium portulacastrum) wächst. Dominiert wird das Atoll von den Pisoniabüschen.
In den Gewässern des Nationalparks befinden sich Tangwälder, Seegraswiesen und tropische Meerespflanzen.

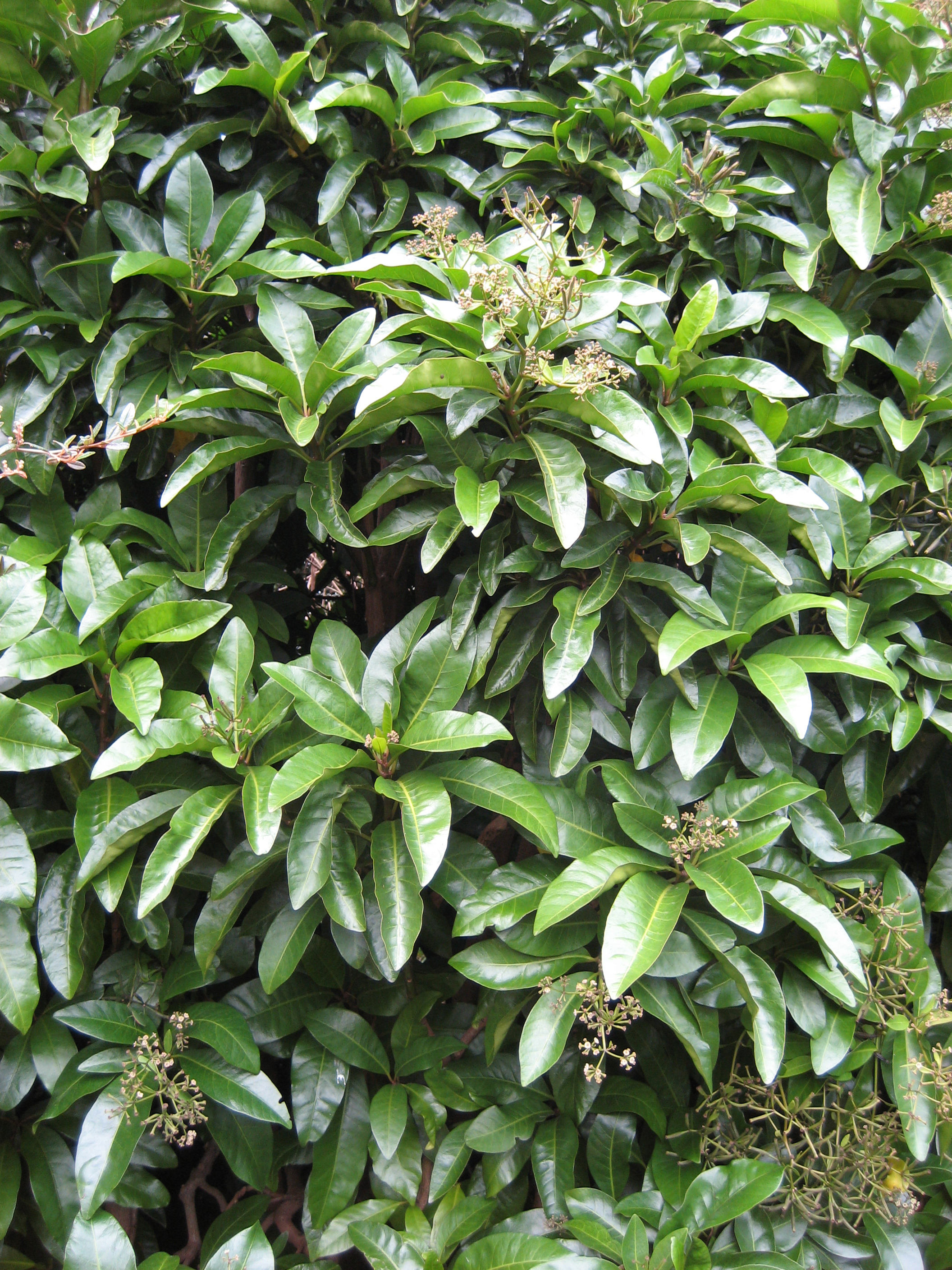
Pisonia
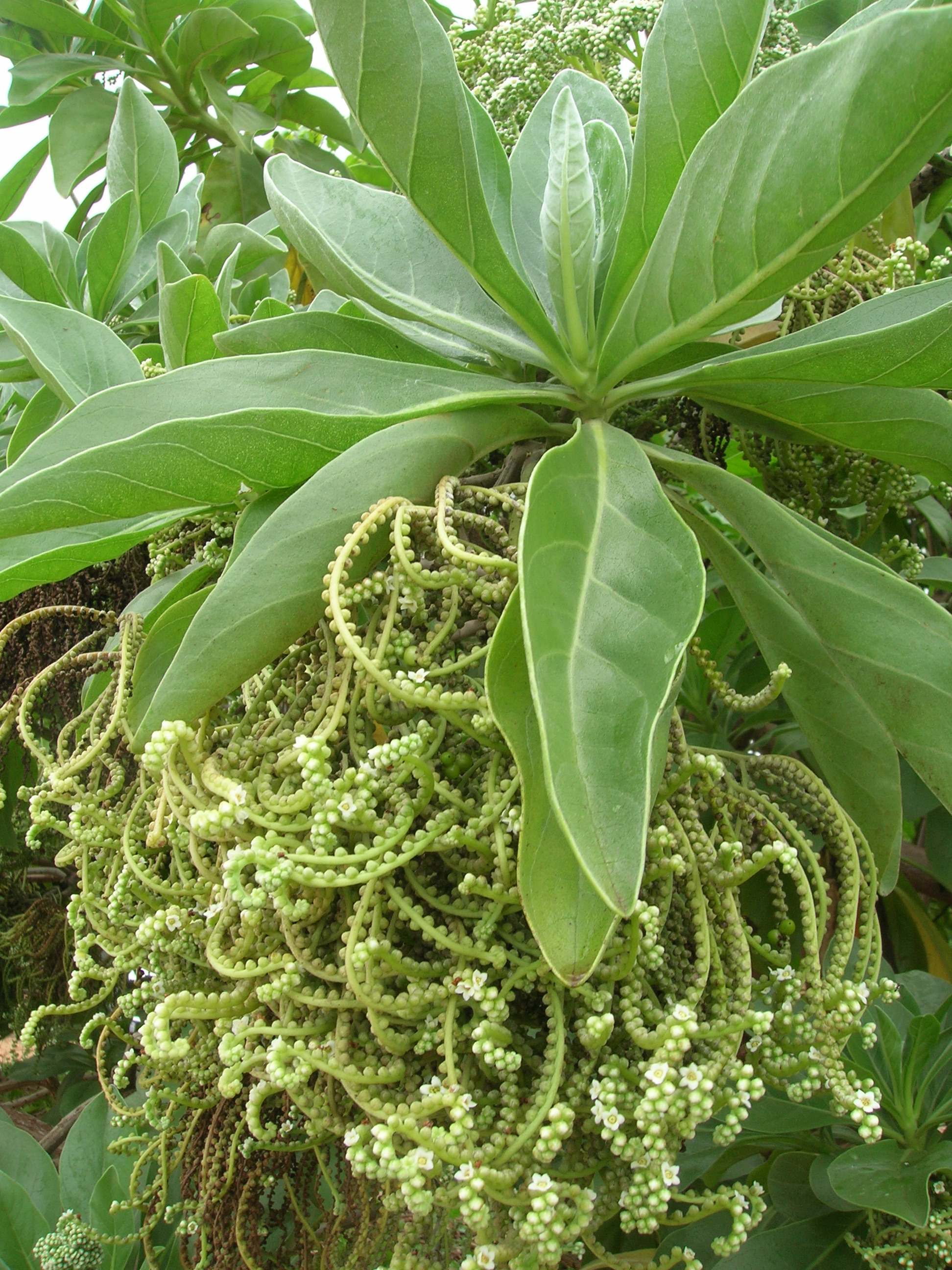
Samblatt
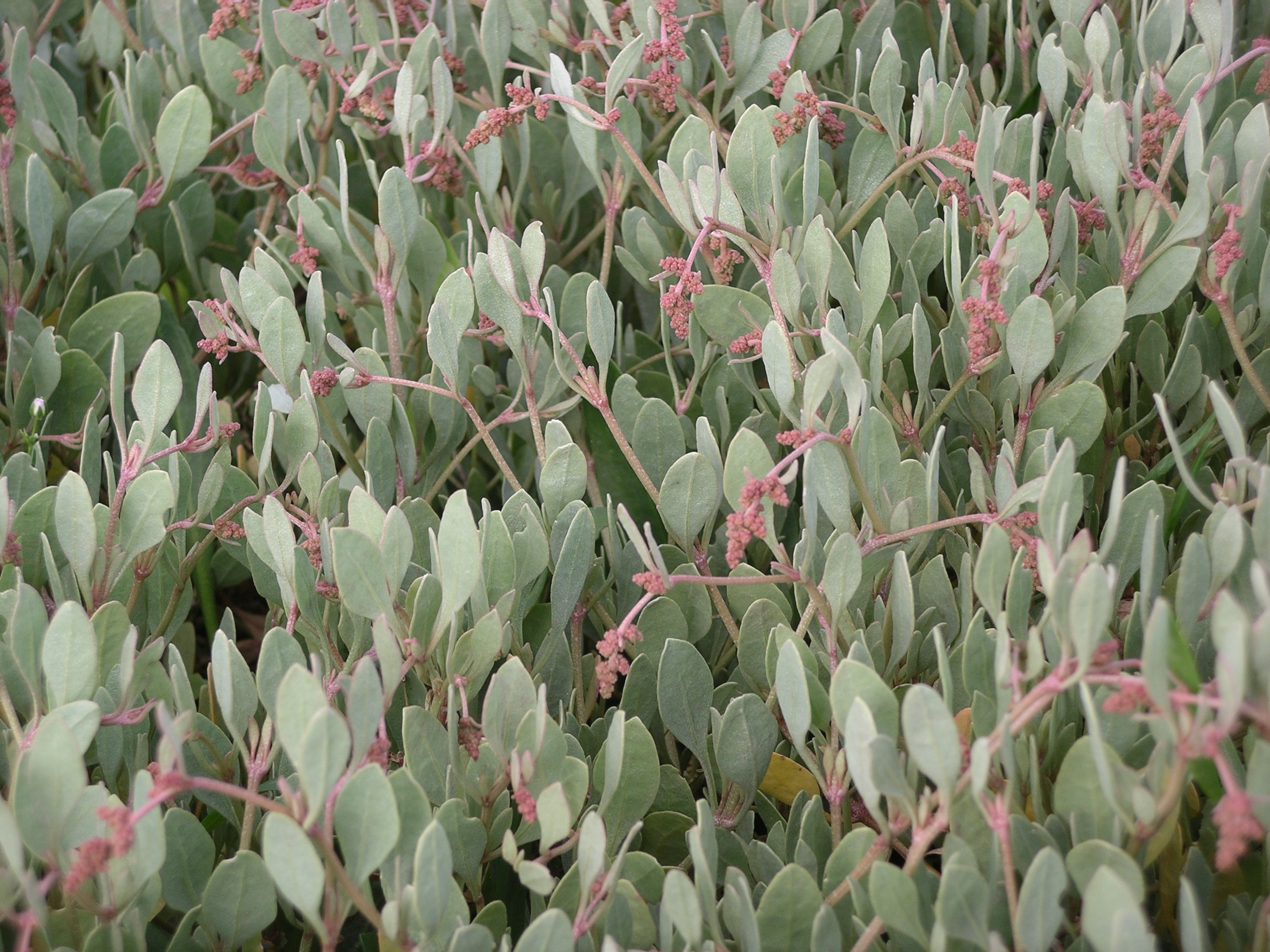
Portulak-Keilmelde
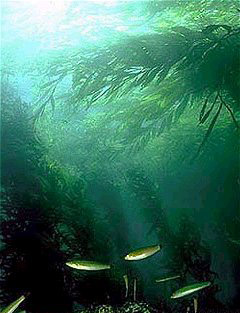
Tangwald

## Touristische Information
Bei einer Anreise aus Australien sind die üblichen Reisedokumente mitzuführen. Die Fluggesellschaft Virgin Blue fliegt wöchentlich jeden Dienstag und Samstag. Es werden unterschiedliche Unterkünfte auf den bewohnten Inseln angeboten.
Tauchen, Schnorcheln, Surfen, Segeln und Fischen ist im Park möglich, allerdings nicht zu kommerziellen Zwecken. North Keeling kann nur schwimmend vom Boot aus erreicht werden. Manchmal kann aufgrund widriger Wetterverhältnisse nicht angelandet werden.
Es sind nur geführte Touren möglich. Schuhe und Bekleidung der Touristen werden auf Grassamen und Krankheitserreger überprüft.